# Bezirk Entremont
Der Bezirk Entremont (französisch District d’Entremont) ist ein Bezirk im Kanton Wallis mit Hauptort Sembrancher. Es entsprach 1798–1810 sowie 1813–1850 der Zehnde Entremont sowie 1810–1813 dem Kanton Entremont.

## Geschichte
1798 war Entremont einer der zum damaligen Zeitpunkt zehn Walliser Zehnden, die der Helvetischen Republik angegliedert wurden. Zwischen 1802 und 1810 war es einer der zwölf Zehnden der Republik Wallis. Von 1810 bis 1813 gehörte es als Kanton Entremont zur Unterpräfektur Saint-Maurice des Département Simplon von Frankreich. Beim Beitritt des Wallis zur Eidgenossenschaft 1815 bildete Entremont zuerst einen Zehnden, ab 1850 dann einen Bezirk.
Abseits der Rhoneebene gelegen, profitierte der Bezirk Entremont zu Beginn des 20. Jahrhunderts wenig von der wirtschaftlichen Entwicklung des Wallis. Eine Entvölkerung setzte sich bis 1950 (8499 Einwohner) durch die Abwanderung in die Industriezentren der Rhoneebene und in die Stadt Genf fort. 
Seit 1955 ist mit dem Wintertourismus in Verbier eine demografische Wende zu verzeichnen (1960 9471 Einwohner, 1970 9950, 2000 12'138). Im verkehrstechnisch gut erschlossenen Bezirk (Strasse durch den Grosser-St.-Bernhard-Tunnel, Eisenbahn Transports de Martigny et Régions) lebt die Bevölkerung zerstreut in Dörfern, in Ferienorten unterschiedlicher Grösse und in mehr als sechzig Weilern. Trotz Unterschieden zwischen den Gemeinden sind der Tertiärsektor, das Baugewerbe und eine dynamisch betriebene Landwirtschaft die wichtigsten Standbeine der Wirtschaft.

## Gliederung
Der Bezirk besteht aus folgenden Gemeinden:
Stand: 1. Januar 2021
| Wappen             | Name der Gemeinde  | Einwohner (31. Dezember 2023) | Fläche in km² | Einw. pro km² |
| ------------------ | ------------------ | ----------------------------- | ------------- | ------------- |
| Bourg-Saint-Pierre | Bourg-Saint-Pierre | 215                           | 89,80         | 2             |
| Liddes             | Liddes             | 755                           | 58,65         | 13            |
| Orsières           | Orsières           | 3292                          | 164,93        | 20            |
| Sembrancher        | Sembrancher        | 1093                          | 17,68         | 62            |
| Val de Bagnes      | Val de Bagnes      | 10'814                        | 301,91        | 36            |
| Total (5)          | Total (5)          | 16'169                        | 632,97        | 26            |

## Veränderungen im Gemeindebestand

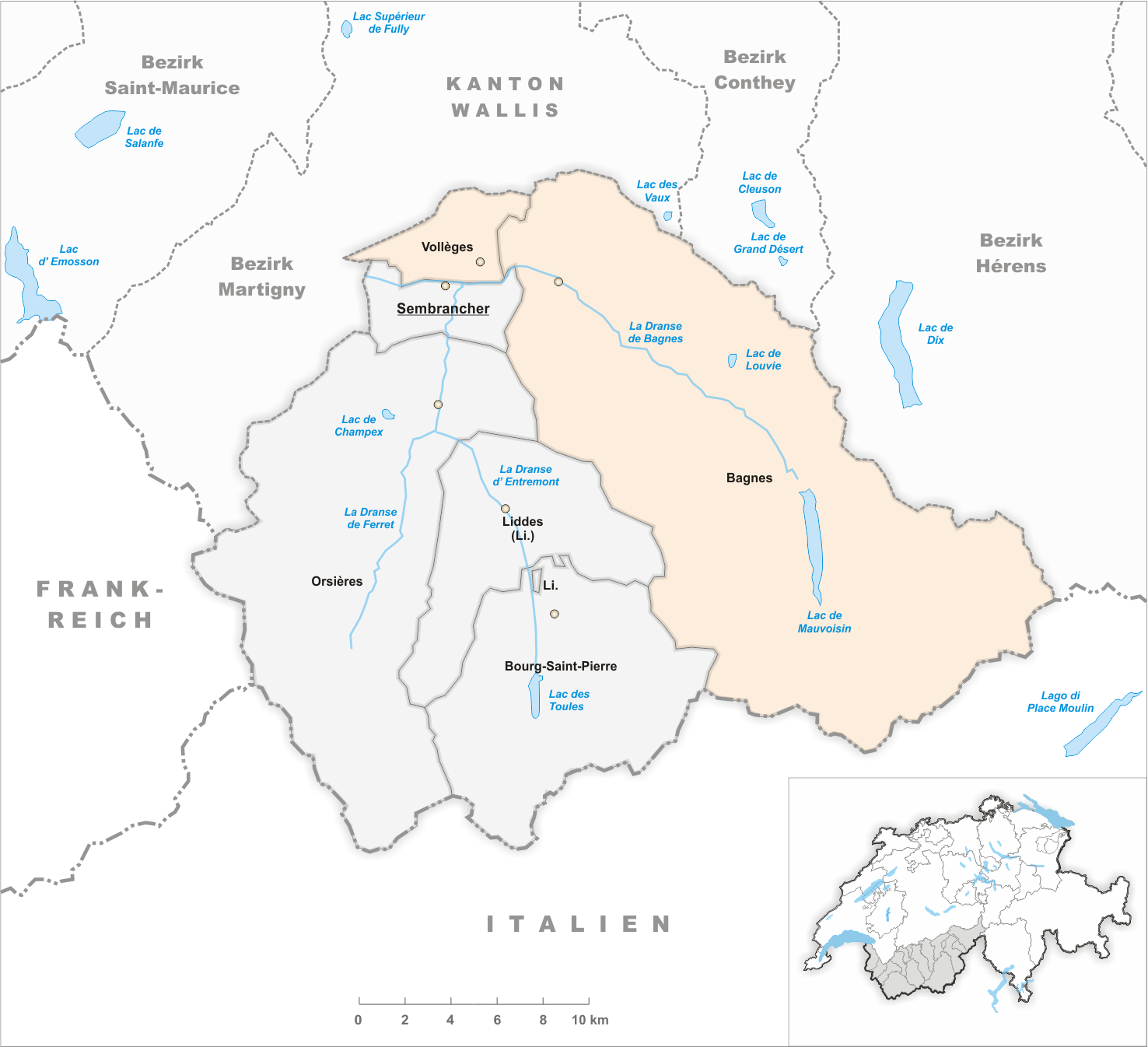
Gemeinden bis 2020

- 2021: Fusion Bagnes und Vollèges  →  Val de Bagnes

## Ortschaften
| PLZ  | Name der Ortschaft    | Gemeinde             |
| ---- | --------------------- | -------------------- |
|      | Arpalles              | Bourg-Saint-Pierre   |
|      | Bourg-Saint-Bernard   | Bourg-Saint-Pierre   |
|      | Chardonne             | Liddes               |
|      | Chez-Petit            | Liddes               |
|      | Dranse                | Liddes               |
|      | Fontaine-Dessous      | Liddes               |
|      | Fontaine-Dessus       | Liddes               |
|      | Fornex                | Liddes               |
|      | Les Moulins           | Liddes               |
|      | Palasuit              | Liddes               |
|      | Rive-Haute            | Liddes               |
|      | Vichères              | Liddes               |
|      | Branche               | Orsières             |
|      | Chamoille             | Orsières/Sembrancher |
| 1938 | Champex-Lac           | Orsières             |
|      | Chez-les-Addy-Maligue | Orsières             |
|      | Chez-les-Giroud       | Orsières             |
|      | Chez-les-Reuses       | Orsières             |
|      | Commeire              | Orsières             |
|      | Issert                | Orsières             |
|      | La Fouly              | Orsières             |
|      | La Rosière            | Orsières             |
|      | Le Biolley            | Orsières             |
|      | Les Arlaches          | Orsières             |
|      | Prassurny             | Orsières             |
|      | Prayon                | Orsières             |
|      | Praz-de-Fort          | Orsières             |
|      | Reppaz                | Orsières             |
|      | Som la Proz           | Orsières             |
|      | Soulalex              | Orsières             |
|      | Verlonnaz             | Orsières             |
|      | La Garde              | Sembrancher          |
|      | Bonatchiesse          | Val de Bagnes        |
|      | Bruson                | Val de Bagnes        |
|      | Champsec              | Val de Bagnes        |
|      | Chemin-Dessus         | Val de Bagnes        |
|      | Cries (Vollèges)      | Val de Bagnes        |
|      | Etiez                 | Val de Bagnes        |
|      | Fionnay               | Val de Bagnes        |
|      | Fontenelle            | Val de Bagnes        |
| 1934 | Le Châble             | Val de Bagnes        |
|      | Le Cotterg            | Val de Bagnes        |
|      | Le Fregnoley          | Val de Bagnes        |
|      | Le Sapey              | Val de Bagnes        |
|      | Les Morgnes           | Val de Bagnes        |
|      | Les Places            | Val de Bagnes        |
|      | Levron                | Val de Bagnes        |
|      | Lourtier              | Val de Bagnes        |
|      | Médières              | Val de Bagnes        |
|      | Mauvoisin             | Val de Bagnes        |
|      | Montagnier            | Val de Bagnes        |
|      | Prarreyer             | Val de Bagnes        |
|      | Sarreyer              | Val de Bagnes        |
|      | Tongue                | Val de Bagnes        |
|      | Val de Bagnes         | Val de Bagnes        |
|      | Vens (Sembrancher)    | Val de Bagnes        |
|      | Verbier               | Val de Bagnes\|-     |
|      | Versegères            | Val de Bagnes        |
|      | Villette              | Val de Bagnes        |

## Täler
Der Bezirk ist landschaftlich geprägt durch die drei grossen Täler Val de Bagnes, Val d’Entremont und Val Ferret. Zwischen dem Val d'Entremont und dem Val Ferret schiebt sich das einsame Tal Combe de l’A.